# アントワーヌ＝イザーク・シルヴェストル・ド・サシ
アントワーヌ＝イザーク・シルヴェストル・ド・サシ（Antoine-Isaac Silvestre de Sacy、1758年9月21日 - 1838年2月21日）は、フランスの東洋学者、政治家。フランス革命から王政復古の時代にかけて、フランス東洋学の代表的な学者だった。

## 経歴
1758年に公証人ジャック＝アブラアム・シルヴェストルの次男としてパリで生まれた。したがって本来の姓は「シルヴェストル」であり、「ド・サシ」の部分は長男と区別するために当時のパリのブルジョワジーの習慣に従って追加したものである。ド・サシは7歳のときに父を失い、母によって教育を受けた。
1781年に造幣裁判局(Cour des monnaies)の顧問に任命され、1791年には同局の首席代表のひとりに昇任した。公務の傍ら、ド・サシはセム諸語を次々に学習し、東洋学者として頭角を現しはじめた。ド・サシは1785年に碑文アカデミーの準会員となり、1792年には正規会員になったが、革命の嵐のために同年公務から退き、パリ近郊に隠棲した。
1795年に東洋の現代語のための東洋言語特別学校が新たに開校すると、そのアラビア語教授に就任した。1806年にはペルシア語教授を兼任した。
ド・サシは1808年に代議院の議員になった。1813年に男爵の爵位を獲得、1832年には上級貴族(pair)になり、貴族院に議席を持った。
1815年にパリ大学の学長となり、第二次王政復古の後には公共教育委員会で活動した。アベル・レミュザとともにアジア協会を創立し、国立印刷局で東洋語の活字の監査官をつとめた。1832年には碑文アカデミーの終身書記の地位を与えられた。
ド・サシは1838年にパリで没した。79歳だった。

## 研究内容・業績
ド・サシは1787年から1791年までの間にナクシェ・ロスタムの遺跡がアケメネス朝とサーサーン朝諸王のものであることを明らかにし、パフラヴィー文字碑文の解読に成功した（パフラヴィー語そのものはアンクティル・デュペロンによって西洋に紹介されており、ド・サシはその知識を利用して解読した）。のちにグローテフェントはド・サシの研究結果を利用してペルセポリスの古代ペルシア楔形文字刻文を解読した。
- Mémoires sur diverses antiquités de la Perse. Paris: Imprimerie nationale exécutive du Louvre. (1793)

1801年に大臣ジャン＝アントワーヌ・シャプタルはロゼッタ・ストーンの碑文の写しをド・サシに送った。ド・サシ本人はほとんど解読することができなかったが、碑文の写しをスウェーデンの東洋学者であるヨハン・ダヴィド・オーケルブラドに送った。オーケルブラドも解読には失敗したが、デモティック部分から16のアルファベットを取りだすことに成功した。
1807年、16歳のジャン＝フランソワ・シャンポリオンは兄につれられてはじめてパリを訪れ、ド・サシに会った。ド・サシとシャンポリオンの関係は複雑であり、とくに百日天下でシャンポリオンが熱烈にナポレオンを賛美したために、王党主義者であるド・サシとの関係が悪くなった。ド・サシはトマス・ヤングへの手紙でシャンポリオンを批判し、1815年にシャンポリオンがコプト語の文法と辞書を公刊しようとしたときにもド・サシの反対によって拒否された。しかし、1822年にシャンポリオンがヒエログリフの解読に成功したことを碑文アカデミーで発表すると、アカデミーの院長であるド・サシはまっさきに祝意を述べた。
ド・サシはドゥルーズ派の宗教を研究していた。没後に『ドゥルーズ派の宗教紹介』（Exposé de la religion des Druzes）が出版された。
- Exposé de la religion des druzes. Paris: Imprimerie royale. (1838) vol. 2

教育者として、アラビア語の文法書と読本を編纂している。
- Grammaire arabe. 1 (3rd ed.). (1904) [1810] vol.2
- Chrestomathie arabe. 1. (1826) [1806] vol. 2 vol. 3
- Anthologie grammaticale arabe : suite a la Chrestomathie arabe. (1827) vol. 2

翻訳書にアブド・アッラティーフ・アルバグダーディーの『エジプト事情』がある。
- Relation de l'Égypte, par Abd-allatif. Paris: Imprimerie impériale. (1810)

ド・サシが校訂版を作ったアラビア語の文献には、『カリーラとディムナ』、アル・ハリーリー、イブン・マーリク『アルフィーヤ』（韻文で書かれた13世紀の文法書）がある。
- Calila et dimna, ou fables de Bidpai, en arabe. Paris: Imprimerie royale. (1816)
- Les séances de Hariri publiées en arabe avec un commentaire choisi. (1847) [1822] vol. 2
- Alfiyya, ou la quintessence de la grammaire arabe, ouvrage de Djémal-Eddin Mohammed, connu sous le nom d'Ebn-Malec. Paris. (1833)